# 日産・テラノレグラス
テラノ レグラス（TERRANO REGULUS）は、日産自動車がかつて生産・販売していたSUVである。

## 概要
2代目テラノの上位車で、インフィニティ・QX4の日本版として1996年8月に登場。全車ワイドボディでガソリンモデルとディーゼルモデルの二本立て。グレードは当初3体制でガソリン、ディーゼルにそれぞれにオールモード4X4を搭載するRS-RリミテッドとRS-R、パートタイム4WD仕様のRが設定される。オーテックジャパンの手による特別仕様車「スターファイア」も設定。

## 歴史 JR50型系（1996年 - 2002年）
- 1996年8月27日 - 発売[1]。搭載するエンジンは直列4気筒OHV QD32ETi型インタークーラー付ディーゼルターボエンジン、およびV型6気筒OHC VG33E型の2機種。取り扱いチャネルはモーター店。
- 1997年
  - 9月9日 - 一部改良[2]。廉価グレードのRをオールモード4X4化。RS-RリミテッドとRS-Rにキセノンヘッドランプを装備。RS-Rリミテッドには本革セレクション[注釈 1]も装備（RS-Rにもオプション設定）。
  - 9月10日 - オーテックジャパンの手によるキャンピングカー「フィールドベース」を発売[3]。
- 1999年2月8日 - マイナーチェンジを実施[4]。内装の意匠変更に加え、QD32ETi型に替わり直列4気筒DOHC4バルブ ZD30DDTi型インタークーラー付ディーゼルターボエンジン搭載車を設定。さらにVG33E型搭載車に2WDを追加。RS-Rを「RS-R SV」に改める一方で、廉価グレードのRは廃止。併せて、日産店との併売化[注釈 2]。
- 2001年9月 - 一部改良。2WD車を廃止した。
- 2002年8月 - 日本国内向け生産・販売終了。海外向けは2004年にQX56としてモデルチェンジが行われている。

## 車名の由来
- 「テラノ」は、ラテン語で「地球」を意味するTERRAと語感を強める接尾語NOの合成語。「地球のすべての道を自由に駆け巡るクルマ」の意味。
- 「レグラス」は、百獣の王ライオンを表す星座である「獅子座」のα星REGULUSに由来する。